# Tschechische Fußballnationalmannschaft der Frauen
Die tschechische Fußballnationalmannschaft der Frauen repräsentiert Tschechien im internationalen Frauenfußball. Die Nationalmannschaft ist dem tschechischen Fußballverband unterstellt und wird von Vladimír Hruška trainiert. Die tschechische Auswahl konnte sich bisher nicht für ein großes Turnier qualifizieren. Sie ist Nachfolgemannschaft der tschechoslowakischen Mannschaft, die zwischen 1986 und 1992 28 Spiele bestritt, sich aber ebenfalls nie für eine Kontinental- oder Weltmeisterschaft qualifizieren konnte.
In der Qualifikation zur WM 2011 traf die Mannschaft auf Schweden, Belgien, Wales und Aserbaidschan. Hinter Schweden belegten die Tschechinnen den 2. Platz.
In der Qualifikation für die EM 2013 traf Tschechien unter anderem auf Österreich, erreichte aber mit vier Siegen, einem Remis und drei Niederlagen nur den dritten Platz, womit die Playoffs der Gruppenzweiten verpasst wurden. Entscheidend dabei war eine 2:3-Heimniederlage gegen Österreich am 16. Juni 2012, die gleichzeitig die erste Niederlage gegen Österreich bedeutete.
In der FIFA-Weltrangliste belegte Tschechien von September 2006 bis Dezember 2007 Platz 19, fiel dann aber bis auf Platz 30 im März 2024 zurück.

## Turnierbilanz
| Weltmeisterschaft | Weltmeisterschaft |
| --- | --- |
| - 1991 – Nicht teilgenommen – Teil der Tschechoslowakei, die sich nicht qualifizieren konnte. - 1995 – nicht qualifiziert - 1999 – nicht qualifiziert - 2003 – nicht qualifiziert - 2007 – nicht qualifiziert | - 2011 – nicht qualifiziert - 2015 – nicht qualifiziert - 2019 – nicht qualifiziert - 2023 – nicht qualifiziert                                                                                     |
| Europameisterschaft | |
| - 1984 – Nicht teilgenommen – Teil der Tschechoslowakei, die nicht teilnahm. - 1987 – Nicht teilgenommen – Teil der Tschechoslowakei, die nicht teilnahm. - 1989 – Nicht teilgenommen – Teil der Tschechoslowakei, die im Viertelfinale ausschied. - 1991 – Nicht teilgenommen – Teil der Tschechoslowakei, die sich nicht qualifizieren konnte. - 1993 – Nicht teilgenommen – Teil der Tschechoslowakei, die sich nicht qualifizieren konnte. - 1995 – nicht qualifiziert - 1997 – nicht qualifiziert | - 2001 – nicht qualifiziert - 2005 – nicht qualifiziert - 2009 – nicht qualifiziert - 2013 – nicht qualifiziert - 2017 – nicht qualifiziert - 2022 – nicht qualifiziert - 2025 – nicht qualifiziert |
| Olympische Spiele 1 | |
| - 1996 – nicht qualifiziert - 2000 – nicht qualifiziert - 2004 – nicht qualifiziert - 2008 – nicht qualifiziert | - 2012 – nicht qualifiziert - 2016 – nicht qualifiziert - 2021 – nicht qualifiziert - 2024: Keine Möglichkeit sich zu qualifizieren                                                                 |
| Nations League | |
| - 2023/24 – Liga B4 – 1. Platz, Aufstieg in Liga A für die Qualifikation zur EM 2025 - 2025 – Liga B4 – 2. Platz, Play-off gegen Österreich | |
| Zypern-Cup | |
| - 2015: 6. Platz - 2016: 4. Platz - 2017: 12. Platz - 2018: 9. Platz | - 2019: 6. Platz - 2020: 4. Platz - 2023: nicht teilgenommen |
| SheBelieves Cup | |
| - 2022: 3. Platz | |
| Cup of Nations | |
| - 2023: 3. Platz | |

## Aktueller Kader
Folgende Spielerinnen stehen im Kader für das Freundschaftsspiel am 26. Juni 2025 gegen die Schweiz. (R) = Reserve
| Nummer     | Name                  | Verein               | Geburtsdatum | Debüt | Länderspiele | Tore | Letzter Einsatz |
| Tor        | Tor                   | Tor                  | Tor          | Tor   | Tor          | Tor  | Tor             |
| ---------- | --------------------- | -------------------- | ------------ | ----- | ------------ | ---- | --------------- |
|            | Vanesa Jílková        | Slavia Prag          | 23.08.2005   |       | 000          | 0    |                 |
|            | Olivie Lukášová       | AS Rom               | 04.06.2001   | 2021  | 022          | 0    | 16.07.2024      |
| 16         | Anna Pučová (R)       | Vis Mediterranea     | 22.03.2001   |       | 000          | 0    |                 |
|            | Michaela Radová (R)   | FC Viktoria Plzeň    | 30.04.1998   | 2022  | 001          | 0    | 07.10.2022      |
| 23         | Barbora Růžičková (R) | 1. FC Slovácko       | 20.04.1998   | 2018  | 008          | 0    | 19.02.2023      |
| 01         | Barbora Votíková      | Slavia Prag          | 13.09.1996   | 2014  | 052          | 0    | 03.06.2025      |
| Abwehr     |                       |                      |              |       |              |      |                 |
| 06         | Eva Bartoňová         | Sparta Prag          | 17.10.1993   | 2010  | 086          | 09   | 03.06.2025      |
| 02         | Lucie Bendová         | Slavia Prag          | 03.04.2005   | 2024  | 007          | 0    | 03.06.2025      |
| 0          | Klára Bláhová         | 1. FC Slovácko       | 24.08.2004   |       | 000          | 0    |                 |
| 19         | Aneta Dědinová        | Sparta Prag          | 09.03.1994   | 2015  | 041          | 01   | 08.04.2025      |
|            | Zuzana Obadalová (R)  | 1. FC Slovácko       | 14.01.2005   |       | 000          | 0    |                 |
| 08         | Aneta Pochmanová      | Sparta Prag          | 12.04.2001   | 2020  | 030          | 03   | 03.06.2025      |
| 17         | Barbora Polcarová     | Slavia Prag          | 24.07.2002   | 2022  | 007          | 0    | 29.10.2024      |
| 21         | Kristýna Růžičková    | Slavia Prag          | 02.11.2002   | 2023  | 020          | 0    | 30.05.2025      |
| 03         | Eliška Sonntagová     | Sparta Prag          | 26.07.2001   | 2019  | 039          | 02   | 03.06.2025      |
|            | Denisa Tenkrátová (R) | Slovan Liberec       | 01.11.2004   |       | 000          | 0    |                 |
|            | Natálie Trčková (R)   | 1. FC Slovácko       | 06.02.2004   |       | 000          | 0    |                 |
| Mittelfeld |                       |                      |              |       |              |      |                 |
| 12         | Klára Cahynová        | Real Sociedad        | 20.12.1993   | 2011  | 119          | 10   | 03.06.2025      |
| 22         | Franny Černá          | Sparta Prag          | 22.07.1997   | 2020  | 044          | 03   | 03.06.2025      |
|            | Tereza Černá (R)      | Slovan Liberec       | 08.04.2004   |       | 000          | 0    |                 |
| 18         | Kamila Dubcová        | SKN St. Pölten       | 17.01.1999   | 2017  | 060          | 18   | 03.06.2025      |
|            | Eliška Dvořáková      | 1. FC Slovácko       | 05.02.2001   |       | 000          | 0    |                 |
|            | Tereza Krejčiříková   | Slavia Prag          | 21.06.1996   | 2013  | 057          | 06   | 08.04.2025      |
|            | Miroslava Mrázová (R) | FC Viktoria Plzeň    | 19.02.1999   | 2020  | 029          | 02   | 05.04.2024      |
|            | Alžběta Němcová (R)   | LASK                 | 14.06.2005   |       | 000          | 0    |                 |
|            | Sabina Střížová       | 1. FC Slovácko       | 22.01.2004   |       | 000          | 0    |                 |
| 0          | Anna Šubrtová (R)     | Slovan Liberec       | 01.11.2002   | 2023  | 002          | 0    | 04.06.2024      |
| Angriff    |                       |                      |              |       |              |      |                 |
| 04         | Klára Cvrčková        | Slavia Prag          | 25.07.2001   | 2021  | 015          | 01   | 03.06.2025      |
| 14         | Michaela Khýrová      | Sparta Prag          | 03.02.2000   | 2019  | 041          | 09   | 03.06.2025      |
| 20         | Alena Pěčková         | SD Eibar             | 30.03.2001   | 2022  | 023          | 01   | 08.04.2025      |
| 05         | Aneta Polášková       | Sparta Prag          | 03.05.2002   | 2024  | 008          | 01   | 03.06.2025      |
| 09         | Andrea Stašková       | Galatasaray Istanbul | 12.05.2000   | 2018  | 059          | 20   | 03.06.2025      |
|            | Jana Žufánková        | FC Prag              | 14.11.2002   | 2023  | 004          | 0    | 18.07.2023      |

## Rekordspielerinnen
| Spiele | Name               | Zeitraum  |
| ------ | ------------------ | --------- |
| 125    | Lucie Martínková   | 2003–2023 |
| 124    | Petra Bertholdová  | seit 2002 |
| 119    | Klára Cahynová     | seit 2011 |
| 086    | Eva Bartoňová      | seit 2010 |
| 082    | Petra Vyštejnová   | seit 2008 |
| 076    | Irena Martínková   | 2003–2020 |
| 075    | Eva Šmeralová      | 1993–2008 |
| 072    | Lucie Voňková      | 2009–2021 |
| 070    | Kateřina Svitková  | seit 2014 |
| 066    | Gabriela Chlumecká | 1993–2007 |
| 066    | Kateřina Došková   | 1999–2010 |

Quelle: zeny.fotbal.cz

### Meiste Tore
| Tore | Name               | Zeitraum  |
| ---- | ------------------ | --------- |
| 52   | Gabriela Chlumecká | 1993–2007 |
| 35   | Kateřina Svitková  | seit 2014 |
| 26   | Lucie Martínková   | 2003–2023 |
| 24   | Pavlína Ščasná     | 1998–2008 |
| 22   | Lucie Voňková      | 2009–2021 |
| 20   | Iveta Dudová       | 1994–2002 |
| 20   | Andrea Stašková    | seit 2018 |
| 18   | Petra Divišová     | 2007–2019 |
| 18   | Kamila Dubcová     | seit 2017 |
| 14   | Martina Jedličková | 1993–2002 |
| 14   | Eva Šmeralová      | 1993–2008 |
| 12   | Irena Martínková   | 2003–2020 |
| 12   | Petra Zuzaníková   | 1993–1998 |

Quelle: zeny.fotbal.cz

## Weitere bekannte Spielerinnen

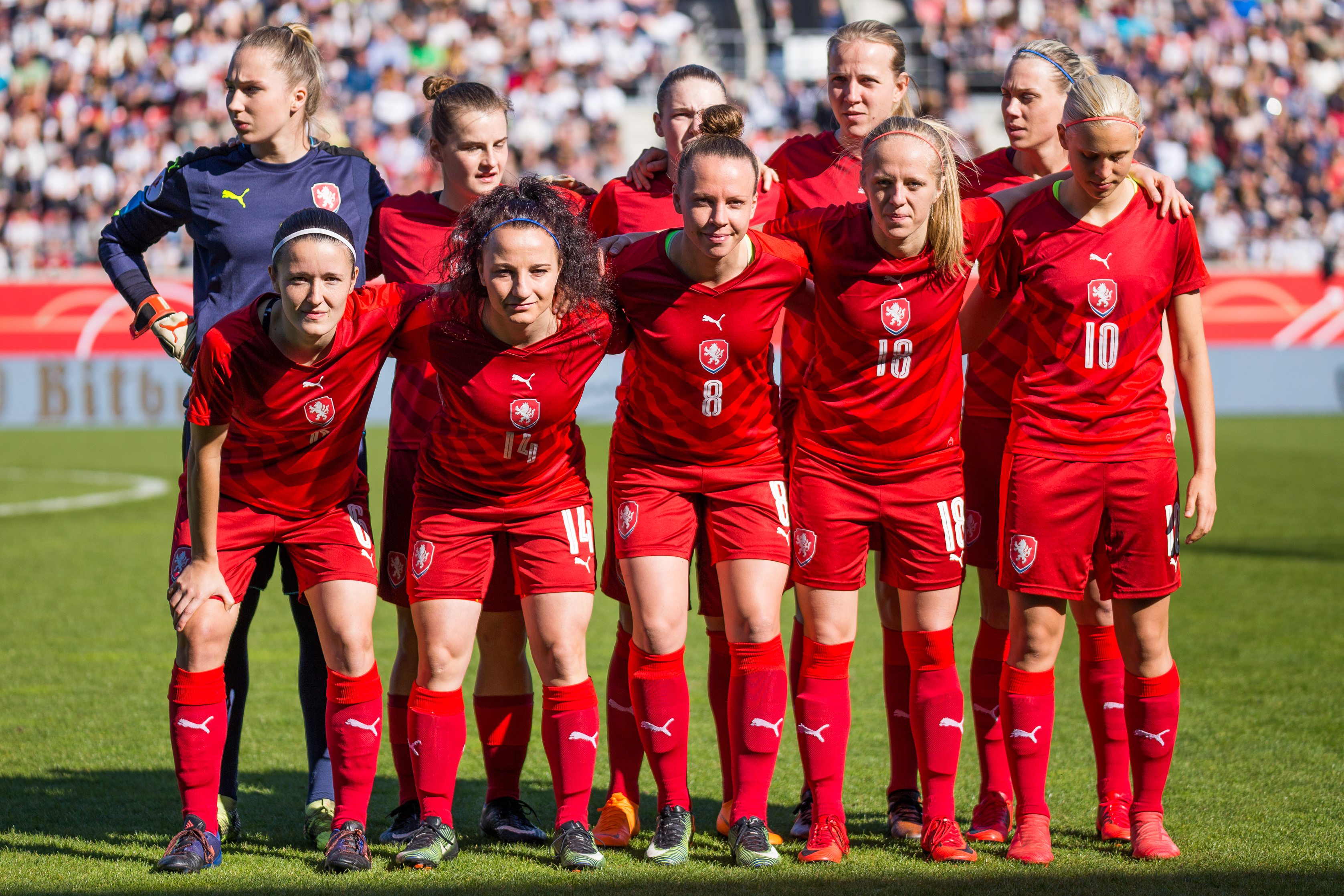
Startelf im Spiel gegen Deutschland im April 2018

- Dagmar Urbancová (Bayern München)

## Spiele gegen Nationalmannschaften deutschsprachiger Länder
Alle Ergebnisse aus tschechischer Sicht.

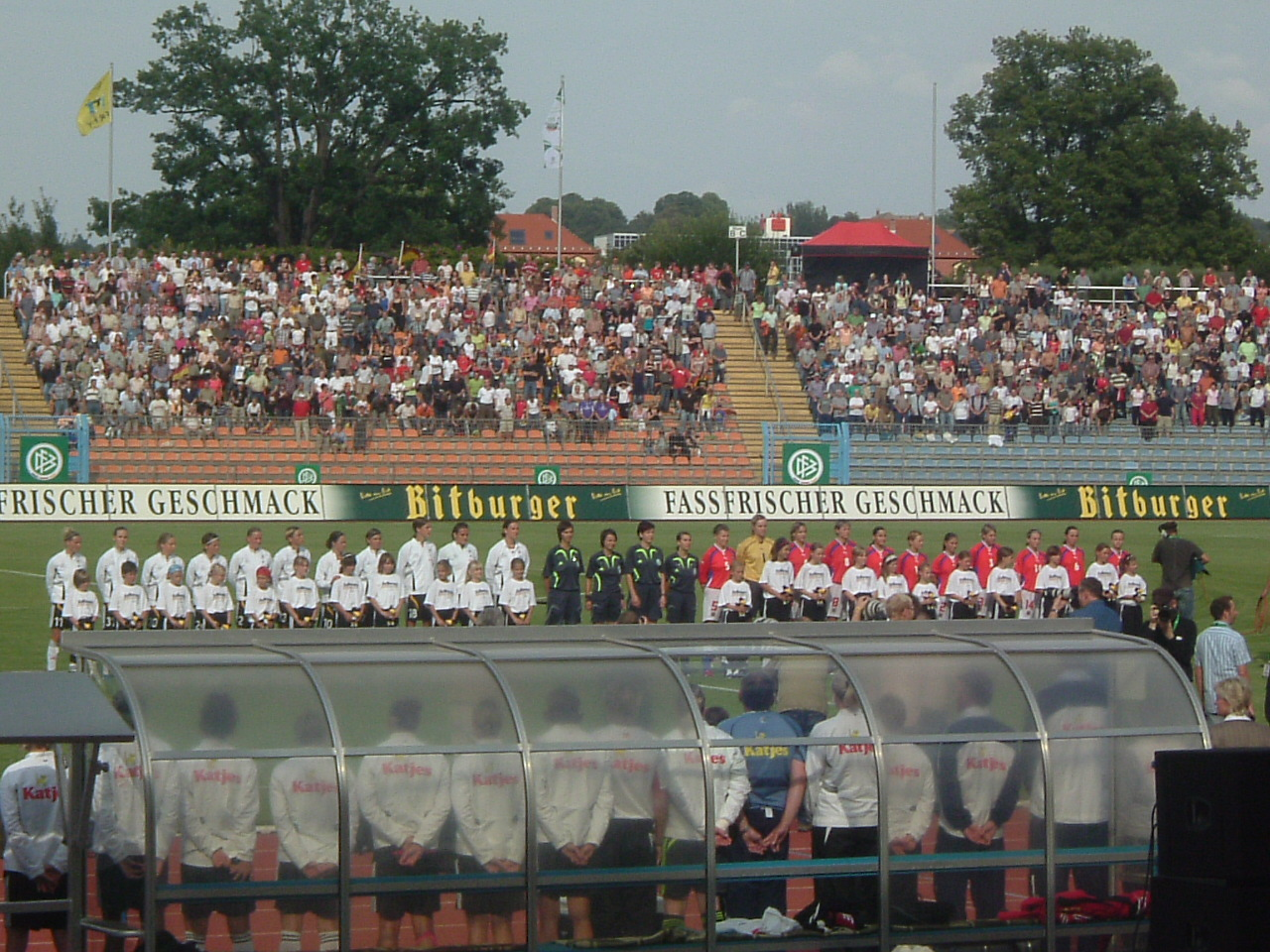
Die Mannschaften Deutschlands und Tschechiens vor dem Länderspiel am 2. August 2007

| Datum              | Ort                         | Ergebnis            | Anlass                     |
| Deutschland        | Deutschland                 | Deutschland         | Deutschland                |
| ------------------ | --------------------------- | ------------------- | -------------------------- |
| 28. August 2003    | Passau                      | 0:4                 | EM-Qualifikation           |
| 25. September 2004 | Příbram                     | 0:5                 | EM-Qualifikation           |
| 2. August 2007     | Gera                        | 0:5                 |                            |
| 19. September 2017 | Ústí nad Labem              | 0:1                 | WM-Qualifikation           |
| 7. April 2018      | Halle (Saale)               | 0:4                 | WM-Qualifikation           |
| Schweiz            |                             |                     |                            |
| 7. April 2007      | Lhota                       | 3:0                 |                            |
| 1. Dezember 2015   | Neuchâtel                   | 1:5                 | EM-Qualifikation           |
| 4. Juni 2016       | Jablonec nad Nisou          | 0:5                 | EM-Qualifikation           |
| 9. April 2021      | Chomutov                    | 1:1                 | EM-Qualifikation(Play-off) |
| 13. April 2021     | Thun                        | 1:1 n. V. 2:3 i. E. | EM-Qualifikation(Play-off) |
| 26. Juni 2025      | Winterthur                  | -:-                 |                            |
| Österreich         |                             |                     |                            |
| 3. Oktober 1994    | Gloggnitz                   | 3:3                 |                            |
| 25. April 1999     | Blšany                      | 5:0                 |                            |
| 17. September 2011 | Vöcklabruck, Österreich     | 1:1                 | EM-Qualifikation           |
| 16. Juni 2012      | Prag                        | 2:3                 | EM-Qualifikation           |
| 2. März 2018       | Larnaka (CYP)               | 0:2                 | Zypern-Cup 2018            |
| 11. April 2023     | Wiener Neustadt, Österreich | 0:2                 |                            |
| 24. Oktober 2025   |                             | -:-                 | Nations League Play-off    |
| 28. Oktober 2025   | Österreich                  | -:-                 | Nations League Play-off    |

## Länderspielbilanzen
| Land                         | Sp. | S   | U  | N   | Torverhältnis | Wichtige Begegnungen                                                                              |
| ---------------------------- | --- | --- | -- | --- | ------------- | ------------------------------------------------------------------------------------------------- |
| Albanien                     | 002 | 002 | 0  | 000 | 007:002       | Nations League 2025                                                                               |
| Armenien                     | 002 | 002 | 0  | 000 | 007:000       | EM-Qualifikation 2013                                                                             |
| Aserbaidschan                | 004 | 004 | 0  | 000 | 020:000       | WM-Qualifikation 2011; EM-Qualifikation 2022                                                      |
| Australien                   | 003 | 000 | 0  | 003 | 002:013       |                                                                                                   |
| Belarus                      | 012 | 009 | 02 | 001 | 036:009       | WM-Qualifikation 2007, 2023; EM-Qualifikation 1997, 2009, 2025 (Play-off); Nations League 2023/24 |
| Belgien                      | 006 | 002 | 02 | 002 | 010:008       | WM-Qualifikation 2011; EM-Qualifikation 2025                                                      |
| Bosnien und Herzegowina      | 002 | 000 | 01 | 001 | 002:003       | Nations League 2023/24                                                                            |
| Volksrepublik China          | 001 | 000 | 0  | 001 | 000:001       |                                                                                                   |
| Dänemark                     | 005 | 000 | 0  | 005 | 002:012       | EM-Qualifikation 2013, 2025                                                                       |
| Deutschland                  | 007 | 000 | 01 | 006 | 005:029       | EM-Qualifikation 2005; WM-Qualifikation 2019                                                      |
| England                      | 005 | 000 | 02 | 003 | 004:012       | EM-Qualifikation 2009                                                                             |
| Estland                      | 006 | 006 | 0  | 000 | 042:001       | EM-Qualifikation 1997; WM-Qualifikation 1999, 2015                                                |
| Färöer                       | 002 | 002 | 0  | 000 | 012:001       | WM-Qualifikation 2019                                                                             |
| Finnland                     | 006 | 003 | 02 | 001 | 008:008       | WM-Qualifikation 1995                                                                             |
| Frankreich                   | 003 | 000 | 0  | 003 | 002:008       | WM-Qualifikation 2003                                                                             |
| Georgien                     | 002 | 002 | 0  | 000 | 007:001       | EM-Qualifikation 2017                                                                             |
| Griechenland                 | 001 | 001 | 0  | 000 | 005:001       |                                                                                                   |
| Irland                       | 003 | 001 | 01 | 001 | 005:003       | EM-Qualifikation 2001                                                                             |
| Island                       | 007 | 002 | 02 | 003 | 008:011       | WM-Qualifikation 2007, 2019, 2023                                                                 |
| Italien                      | 011 | 001 | 0  | 010 | 012:034       | EM-Qualifikation 2005, 2009, 2017; WM-Qualifikation 2015                                          |
| Jamaika                      | 001 | 001 | 0  | 000 | 003:002       |                                                                                                   |
| BR Jugoslawien               | 002 | 002 | 0  | 000 | 004:002       | EM-Qualifikation 2001                                                                             |
| Kanada                       | 001 | 000 | 01 | 000 | 000:000       |                                                                                                   |
| Kroatien                     | 005 | 004 | 01 | 000 | 017:002       | EM-Qualifikation 2001; Nations League 2025                                                        |
| Litauen                      | 002 | 002 | 0  | 000 | 021:000       | WM-Qualifikation 1999                                                                             |
| Marokko                      | 001 | 001 | 0  | 000 | 002:000       |                                                                                                   |
| Mazedonien                   | 002 | 002 | 0  | 000 | 008:003       | WM-Qualifikation 2015                                                                             |
| Mexiko                       | 003 | 000 | 01 | 002 | 001:003       |                                                                                                   |
| Moldau                       | 002 | 002 | 0  | 000 | 014:000       | EM-Qualifikation 2022                                                                             |
| Neuseeland                   | 001 | 000 | 01 | 000 | 000:000       |                                                                                                   |
| Niederlande                  | 005 | 001 | 02 | 002 | 006:006       | EM-Qualifikation 1999; WM-Qualifikation 2023                                                      |
| Nigeria                      | 001 | 000 | 0  | 001 | 000:001       |                                                                                                   |
| Nordirland                   | 005 | 003 | 01 | 001 | 011:004       | EM-Qualifikation 2009, 2017                                                                       |
| Nordkorea                    | 001 | 000 | 0  | 001 | 002:004       |                                                                                                   |
| Norwegen                     | 004 | 000 | 0  | 004 | 002:025       | EM-Qualifikation 1995, 2003                                                                       |
| Österreich                   | 006 | 001 | 02 | 003 | 011:011       | EM-Qualifikation 2013                                                                             |
| Polen                        | 011 | 004 | 02 | 005 | 013:020       | EM-Qualifikation 1997, 2022                                                                       |
| Portugal                     | 011 | 008 | 01 | 002 | 029:009       | EM-Qualifikation 2003, 2013, 2025 (Play-off); WM-Qualifikation 2007                               |
| Rumänien                     | 004 | 002 | 02 | 000 | 006:001       | WM-Qualifikation 2015                                                                             |
| Russland                     | 004 | 002 | 01 | 001 | 004:003       |                                                                                                   |
| Schottland                   | 006 | 002 | 02 | 002 | 012:008       | WM-Qualifikation 1999; EM-Qualifikation 2001, 2005                                                |
| Schweden                     | 005 | 000 | 01 | 004 | 002:008       | WM-Qualifikation 2007, 2011                                                                       |
| Schweiz                      | 005 | 001 | 02 | 002 | 006:012       | EM-Qualifikation 2017, 2022 (Playoff)                                                             |
| Slowakei                     | 016 | 008 | 04 | 004 | 038:014       |                                                                                                   |
| Slowenien                    | 007 | 007 | 0  | 000 | 021:002       | WM-Qualifikation 2019; Nations League 2023/24                                                     |
| Spanien                      | 010 | 001 | 01 | 008 | 009:028       | EM-Qualifikation 2009, 2022, 2025; WM-Qualifikation 2015                                          |
| Südafrika                    | 002 | 002 | 0  | 000 | 003:001       |                                                                                                   |
| Südkorea                     | 001 | 000 | 0  | 001 | 001:002       |                                                                                                   |
| Ukraine                      | 006 | 001 | 02 | 003 | 009:011       | EM-Qualifikation 2005; WM-Qualifikation 2003; Nations League 2025                                 |
| Ungarn                       | 008 | 002 | 03 | 003 | 018:018       | WM-Qualifikation 1995                                                                             |
| USA                          | 002 | 000 | 01 | 001 | 001:008       |                                                                                                   |
| USA U-19                     | 001 | 001 | 0  | 000 | 005:002       |                                                                                                   |
| Vereinigte Arabische Emirate | 001 | 001 | 0  | 000 | 005:000       |                                                                                                   |
| Wales                        | 006 | 002 | 03 | 001 | 004:004       | WM-Qualifikation 2011                                                                             |
| Zypern                       | 002 | 002 | 0  | 000 | 014:000       | WM-Qualifikation 2023                                                                             |
| Gesamt                       | 240 | 102 | 47 | 091 | 498:370       |                                                                                                   |
| 1. 2. 3. Quelle              |     |     |    |     |               |                                                                                                   |